# Classe Sa'ar 4.5
A Classe Sa'ar 4.5 é uma classe de navios lança-mísseis desenvolvida e construída pela Israel Shipyards para a Marinha de Israel. A Sa'ar 4.5 é dividida em duas subclasses - Aliya e Hetz.
O INS Aliya, primeiro navio da classe Sa'ar 4.5, foi comissionado em 1980, com os últimos, o INS Herev e o INS Sufa, sendo comissionados em 2002 e 2003.
No começo da década de 2020, a Marinha de Israel revelou planos para substituir seus navios da classe Sa'ar 4.5 pelos da futura classe Reshef, que deverão possuir 76 metros de comprimento.

## Subclasses

### SubclasseAliya

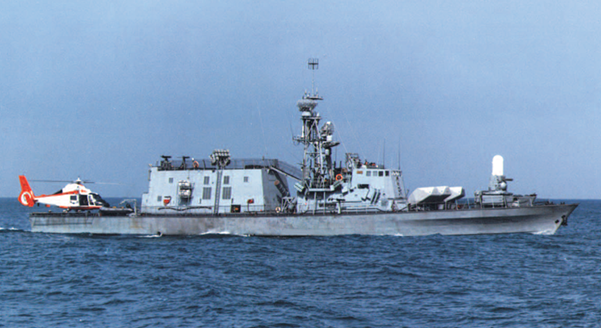
INS Aliya

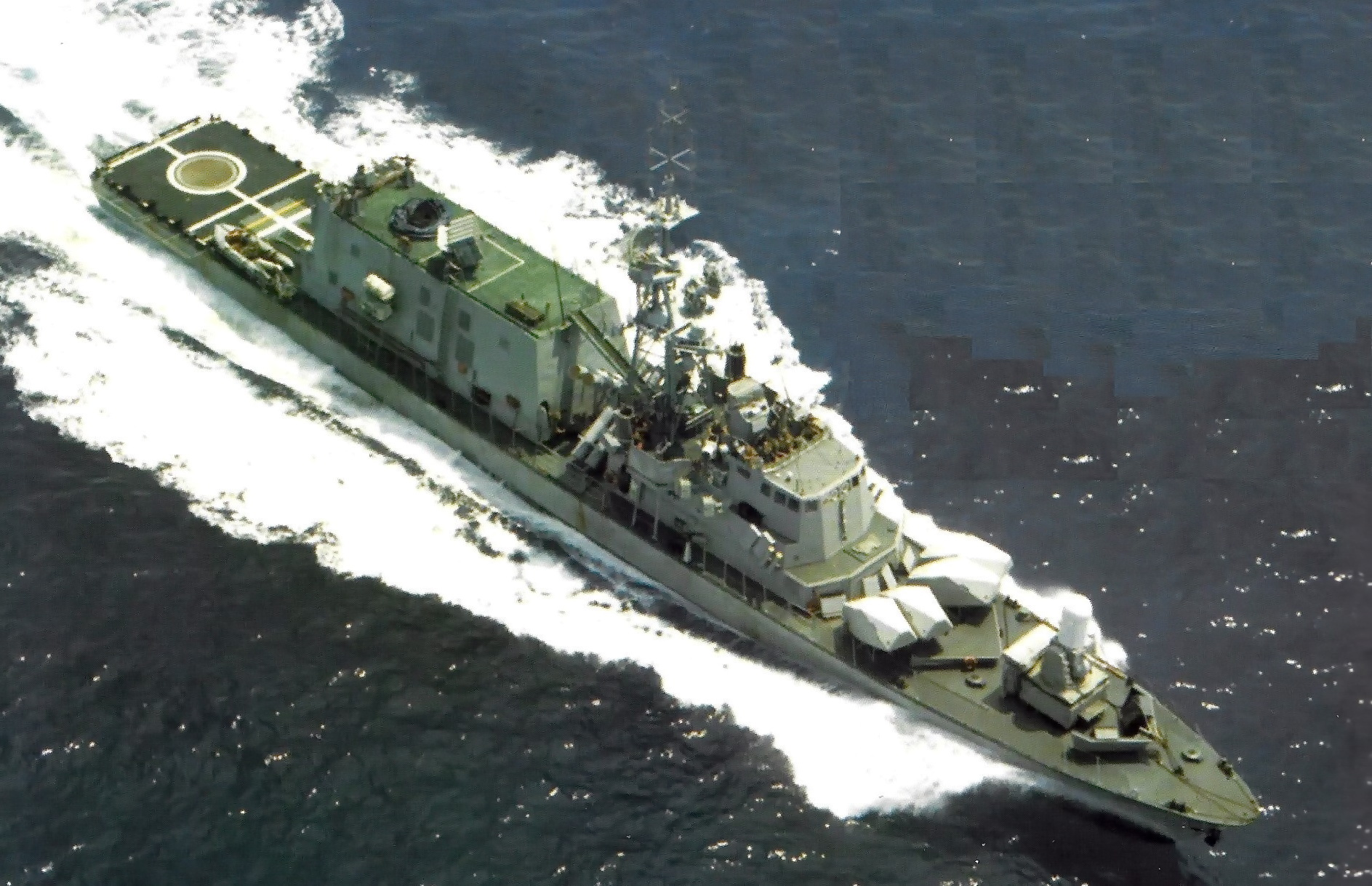
INS Geula

Os primeiros navios lançados da classe Sa'ar 4.5 foram da subclasse Aliya. Além dos mísseis anti-navio, essas embarcações podiam acomodar dois helicópteros Bell 206, MD 500, ou HH-65; atualmente, o Eurocopter Panther é o helicóptero operado. A subclasse Aliya é menor navio de operação militar que possui um hangar para helicópteros. Em 2004, os dois navios da subclasse Aliya, INS Aliya e INS Geula, foram comprados pelo México, sendo renomados para ARM Huracán e ARM Tormenta.

### SubclasseHetz

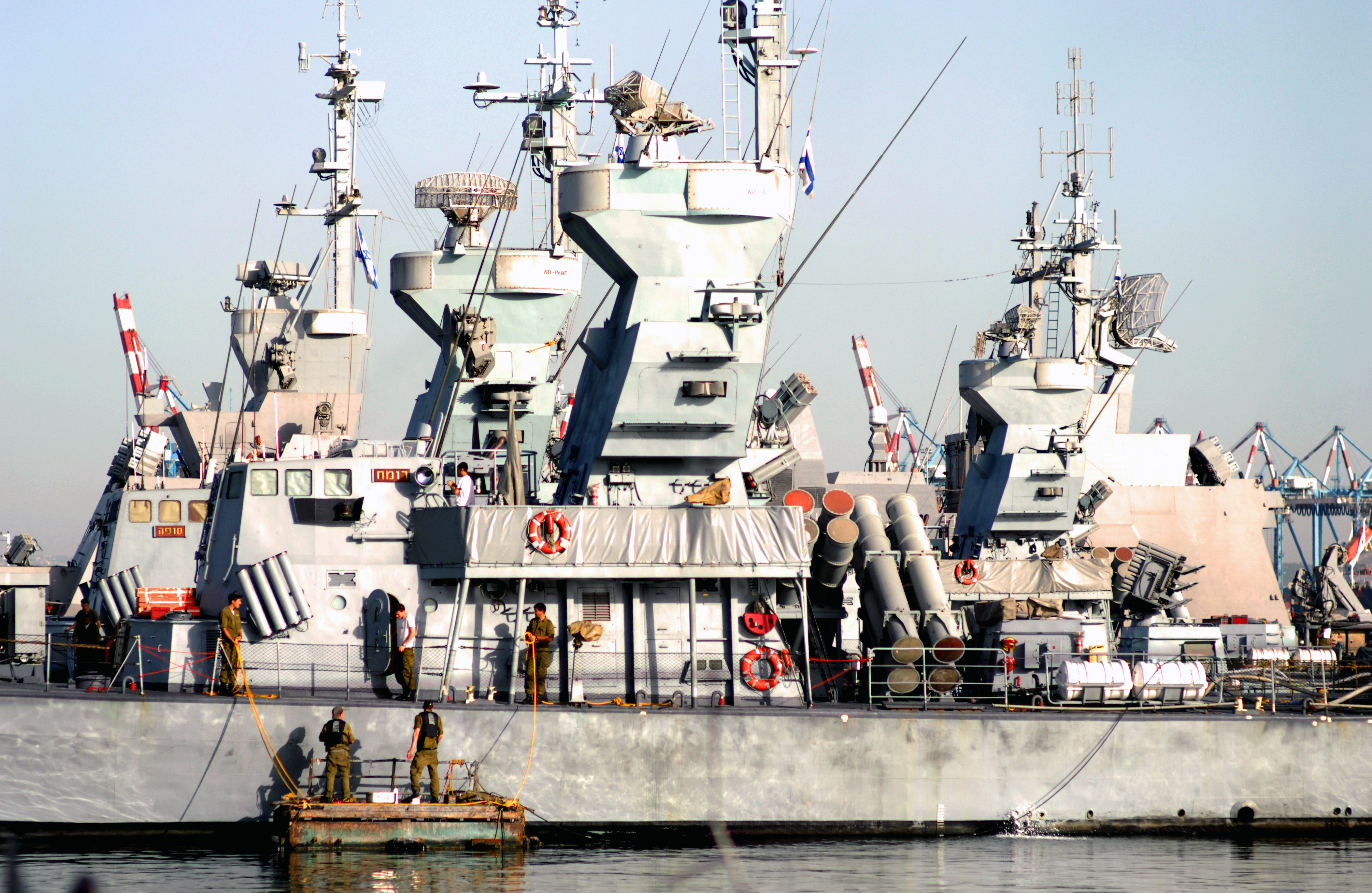
INS Romach e INS Sufa

A subclasse Hetz não possui a mesma capacidade de operação de helicópteros que a Aliya, mas seu armamento compensa essa deficiência. Seu projeto foi fortemente baseado na Classe Sa'ar 4, tendo apenas os sistemas eletrônicos e de propulsão modernizados. É 4 metros maior que a Sa'ar 4 por causa desses novos sistemas. Todos os oito navios construídos dessa subclasse continuam em operação pela Marinha de Israel.